# Rothia hampsoni
Rothia hampsoni är en fjärilsart som beskrevs av Charles Oberthür. Rothia hampsoni ingår i släktet Rothia och familjen nattflyn. Inga underarter finns listade.